# U-129 (tàu ngầm Đức) (1941)
U-129 là một tàu ngầm tấn công  Lớp Type IX thuộc phân lớp Type IXC được Hải quân Đức Quốc Xã chế tạo trong Chiến tranh Thế giới thứ hai. Nhập biên chế năm 1941, nó đã thực hiện được mười chuyến tuần tra, đánh chìm được 29 tàu buôn với tổng tải trọng 143.748 GRT. Khi căn cứ Lorient tại Pháp bị lực lượng Đồng Minh bao vây, U-129 bị đánh đắm vào ngày 18 tháng 8, 1944 để tránh bị lọt vào tay đối phương. Xác tàu được trục vớt vào năm 1946.

## Thiết kế và chế tạo

### Thiết kế
Thiết kế của tàu ngầm Type IXC có kích thước hơi nhỉnh hơn so với phân lớp Type IXB dẫn trước. Chúng có trọng lượng choán nước 1.120 t (1.100 tấn Anh) khi nổi và 1.232 t (1.213 tấn Anh) khi lặn. Con tàu có chiều dài chung 76,76 m (251 ft 10 in), lớp vỏ trong chịu áp lực dài 58,75 m (192 ft 9 in), mạn tàu rộng 6,76 m (22 ft 2 in), chiều cao 9,60 m (31 ft 6 in) và mớn nước 4,70 m (15 ft 5 in).
Chúng trang bị hai động cơ diesel MAN M 9 V 40/46 siêu tăng áp 9-xy lanh 4 thì, tổng công suất 4.400 PS (3.200 kW; 4.300 bhp), dẫn động hai trục chân vịt đường kính 1,92 m (6,3 ft), cho phép đạt tốc độ tối đa 18,3 kn (33,9 km/h), và tầm hoạt động tối đa 13.450 nmi (24.910 km) khi đi tốc độ đường trường 10 kn (19 km/h). Khi đi ngầm dưới nước, chúng sử dụng hai động cơ/máy phát điện Siemens-Schuckert 2 GU 345/34 tổng công suất 1.000 PS (740 kW; 990 shp). Tốc độ tối đa khi lặn là 7,3 kn (13,5 km/h), và tầm hoạt động 63 nmi (117 km) ở tốc độ 4 kn (7,4 km/h). Con tàu có khả năng lặn sâu đến 230 m (750 ft).
Vũ khí trang bị có sáu ống phóng ngư lôi 53,3 cm (21 in), bao gồm bốn ống trước mũi và hai ống phía đuôi, và mang theo tổng cộng 22 quả ngư lôi 53,3 cm (21 in). Tàu ngầm Type IX trang bị một hải pháo 10,5 cm (4,1 in) SK C/32 với 110 quả đạn, một pháo phòng không 3,7 cm (1,5 in) SK C/30 và hai pháo phòng không 2 cm (0,79 in) C/30. Thủy thủ đoàn bao gồm 4 sĩ quan và 44 thủy thủ.

### Chế tạo
U-129 được đặt hàng vào ngày 7 tháng 8, 1939, và được đặt lườn tại xưởng tàu AG Weser của hãng DeSchiMAG ở Bremen vào ngày 30 tháng 7, 1940. Nó được hạ thủy vào ngày 28 tháng 2, 1941, và nhập biên chế cùng Hải quân Đức Quốc Xã vào ngày 21 tháng 5, 1941 dưới quyền chỉ huy của Hạm trưởng, Đại úy Hải quân Nicolai Clausen.

## Lịch sử hoạt động

### 1941
Sau khi hoàn tất việc chạy thử máy và huấn luyện trong thành phần Chi hạm đội U-boat 4, U-129 được điều sang Chi hạm đội U-boat 2 từ ngày 1 tháng 7, 1941 để hoạt động trên tuyến đầu cho đến hết quãng đời hoạt động.

#### Chuyến tuần tra thứ nhất
Sau khi di chuyển từ cảng Kiel, Đức đến cảng Horten, Na Uy vào cuối tháng 7, 1941, U-129 xuất phát từ đây vào ngày 3 tháng 8 cho chuyến tuần tra đầu tiên trong chiến tranh. Nó tiến ra Bắc Hải, rồi băng qua khe GI-UK giữa Iceland và quần đảo Faroe để vòng qua quần đảo Anh, và hoạt động tại vùng biển Bắc Đại Tây Dương về phía Nam Iceland. Nó không đánh chìm được mục tiêu nào, và kết thúc chuyến tuần tra tại cảng Lorient bên bờ Đại Tây Dương của Pháp đã bị Đức chiếm đóng vào ngày 30 tháng 8. Lorient trở thành căn cứ hoạt động chính của chiếc tàu ngầm cho đến khi nó bị mất.

### 1944

#### Chuyến tuần tra thứ mười
U-129 khởi hành từ cảng Lorient vào ngày 22 tháng 3, 1944 cho chuyến tuần tra thứ mười, cũng là chuyến cuối cùng, và đã di chuyển xuống phía Nam để hoạt động trong vùng biển Nam Đại Tây Dương ngoài khơi Brazil. Tại đây vào ngày 6 tháng 5, nó đã phóng ngư lôi đánh chìm chiếc tàu buôn Anh Anadyr 5.278 GRT, vốn bị rơi lại phía sau Đoàn tàu TJ-30, ở vị trí khoảng 600 nmi (1.100 km) về phía Đông Nam Recife, Brazil. Năm ngày sau đó, 11 tháng 5, chiếc U-boat lại phóng ngư lôi đánh chìm chiếc tàu buôn Anh Empire Heath 6.643 GRT ở vị trí về phía Đông Bắc Rio de Janeiro. U-129 quay trở về căn cứ Lorient vào ngày 19 tháng 7, là chuyến đi dài ngày nhất với 120 ngày hoạt động trên biển.

#### Bị đánh đắm
Sau khi lực lượng Đồng Minh đã đổ bộ lên lục địa Châu Âu, căn cứ Lorient bị bao vây và có thể thất thủ. Vì vậy U-129 được cho xuất biên chế trong tháng 8, rồi bị đánh đắm vào ngày 18 tháng 8, 1944, tại tọa độ 10°00′B 35°58′T / 10°B 35,967°T, để tránh bị lọt vào tay đối phương. Xác tàu được lực lượng Hoa Kỳ chiếm vào tháng 5, 1945, rồi chuyển giao cho Pháp và được trục vớt để tháo dỡ vào năm 1946.

### "Bầy sói" tham gia
U-129 từng tham gia một bầy sói:
- Grönland (10 - 25 tháng 8, 1941)

### Tóm tắt chiến công
U-129 đã đánh chìm được 29 tàu buôn có tổng tải trọng 143.748 GRT:
| Ngày              | Tên tàu           | Quốc tịch | Tải trọng | Số phận      |
| ----------------- | ----------------- | --------- | --------- | ------------ |
| 20 tháng 2, 1942  | Nordvangen        | Na Uy     | 2.400     | Bị đánh chìm |
| 23 tháng 2, 1942  | George L. Torian  | Canada    | 1.754     | Bị đánh chìm |
| 23 tháng 2, 1942  | Lennox            | Canada    | 1.904     | Bị đánh chìm |
| 23 tháng 2, 1942  | West Zeda         | Hoa Kỳ    | 5.658     | Bị đánh chìm |
| 28 tháng 2, 1942  | Bayou             | Panamá    | 2.605     | Bị đánh chìm |
| 3 tháng 3, 1942   | Mary              | Hoa Kỳ    | 5.104     | Bị đánh chìm |
| 7 tháng 3, 1942   | Steel Age         | Hoa Kỳ    | 6.188     | Bị đánh chìm |
| 10 tháng 6, 1942  | L. A. Christensen | Na Uy     | 4.362     | Bị đánh chìm |
| 12 tháng 6, 1942  | Hardwick Grange   | Anh Quốc  | 9.005     | Bị đánh chìm |
| 17 tháng 6, 1942  | Millinrocket      | Hoa Kỳ    | 3.274     | Bị đánh chìm |
| 27 tháng 6, 1942  | Las Choapas       | México    | 2.005     | Bị đánh chìm |
| 27 tháng 6, 1942  | Tuxpam            | México    | 7.008     | Bị đánh chìm |
| 1 tháng 7, 1942   | Cadmus            | Na Uy     | 1.855     | Bị đánh chìm |
| 2 tháng 7, 1942   | Gundersen         | Na Uy     | 1.841     | Bị đánh chìm |
| 4 tháng 7, 1942   | Tuapse            | Liên Xô   | 6.320     | Bị đánh chìm |
| 12 tháng 7, 1942  | Tachirá           | Hoa Kỳ    | 2.325     | Bị đánh chìm |
| 19 tháng 7, 1942  | Port Antonio      | Na Uy     | 1.266     | Bị đánh chìm |
| 23 tháng 7, 1942  | Onondaga          | Hoa Kỳ    | 2.309     | Bị đánh chìm |
| 16 tháng 10, 1942 | Trafalgar         | Na Uy     | 5.542     | Bị đánh chìm |
| 23 tháng 10, 1942 | Reuben Tipton     | Hoa Kỳ    | 6.829     | Bị đánh chìm |
| 30 tháng 10, 1942 | West Kebar        | Hoa Kỳ    | 5.620     | Bị đánh chìm |
| 5 tháng 11, 1942  | Astrell           | Na Uy     | 7.595     | Bị đánh chìm |
| 5 tháng 11, 1942  | Meton             | Hoa Kỳ    | 7.027     | Bị đánh chìm |
| 2 tháng 4, 1943   | Melbourne Star    | Anh Quốc  | 12.806    | Bị đánh chìm |
| 24 tháng 4, 1943  | Santa Catalina    | Hoa Kỳ    | 6.507     | Bị đánh chìm |
| 4 tháng 5, 1943   | Panam             | Panamá    | 7.277     | Bị đánh chìm |
| 4 tháng 12, 1943  | Libertad          | Cuba      | 5.441     | Bị đánh chìm |
| 6 tháng 5, 1944   | Anadyr            | Anh Quốc  | 5.278     | Bị đánh chìm |
| 11 tháng 5, 1944  | Empire Heath      | Anh Quốc  | 6.643     | Bị đánh chìm |